# Convent de Sant Francesc (Valls)
El Convent de Sant Francesc és un edifici del municipi de Valls (Alt Camp) protegit com a bé cultural d'interès local.

## Descripció
L'edifici de pedra i maçoneria està envoltat lateralment per l'Hospital de la Vila. És d'una nau amb cinc trams i capelles laterals. Els suports són pilars amb arcs de mig punt. La nau el creuer amb cúpula sobre petxines i la capella major amb volta de forn.
La torre és als peus, a la dreta. És octogonal sobre planta quadrada, amb cúpula recoberta de mosaic verd i blanc (estil neoclàssic segle xviii). La façana té tres cossos amb acabament en cornisa i timpà en arc al cos central. S'hi obre la porta d'entrada rectangular, arquitravada. Més amunt hi ha una petita fornícula buida i, a continuació una finestra, d'arc rebaixat amb voluta a la clau. En cada lateral hi ha una finestra d'estructura similar a la del cos central. Al timpà s'obre una petita finestra d'arc de mig punt. La façana està arrebossada i pintada de color siena torrat.
L'edifici és en estat ruïnós.

## Història
L'església i convent contigu dedicat a sant Francesc de Paula fou construït entre l'any 1581 i 1595 amb les almoines dels frares mendicants. La vila ajudà amb materials de construcció i cessió dels terrenys. Comptava amb 13 altars i era considerada la tercera de Valls en capacitat. Posteriorment, les dependències del convent passaren a allotjar l'Hospital de la Vila. L'església era adscrita a la parròquia de Sant Antoni, com a propietat de la cúria diocesana. Durant la guerra civil, el temple fou buidat i els altars cremats. A final de la dècada dels 60 va ser tancat al culte per un despreniment del sostre. A partir d'aquest moment va decaure fins que el 1978, l'Arquebisbat de Tarragona va cedir gratuïtament l'església al patrimoni municipal, a condició que fos restaurada i se li donés ús públic. El 1981 es restaurà la façana. En l'actualitat serveix de magatzem i com a lloc d'entrenament dels castellers, sense restaurar l'interior.